# Museo Arqueológico de Flórina
El Museo Arqueológico de Flórina es un museo de Grecia ubicado en Flórina, perteneciente a la región de Macedonia Occidental. El edificio del museo se construyó en la década de 1960 y pasó por una rehabilitación en 1998.

## Colecciones

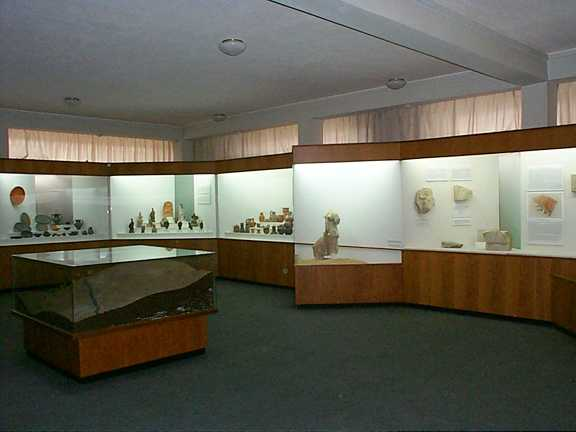
Un sector del museo

El museo contiene una colección de objetos procedentes de los yacimientos arqueológicos de la unidad periférica de Flórina que permiten exponer la historia de esta área geográfica entre el neolítico y la época bizantina. 
A la Edad del Bronce pertenecen una serie de hallazgos del yacimiento de Armenojori. En otra sección del museo se exponen los hallazgos de dos asentamientos del periodo helenístico hallados en Agios Panteleímonas y Petres, entre los que hay figurillas, piezas de cerámica y objetos de metal. Por otra parte se encuentran las obras escultóricas —que incluyen estelas funerarias, relieves de lápidas e inscripciones epigráficas— que pertenecen principalmente a la época romana. Otro sector del museo alberga un mosaico de época romana encontrado en Kato Kleinés.
En 1989 se incorporó al museo una colección de objetos del periodo bizantino fechados entre los siglos X y XVII procedentes de la basílica de San Aquilo, ubicada en una isla del Pequeño lago Prespa, y de otros antiguos lugares de la zona. Está dividida en varias subsecciones y alberga pinturas al fresco, decoración escultórica, cerámica, joyas, secciones de iconostasios y tallas de madera, entre otros objetos.
|                                                     |
| Estela funeraria de época romana hallada en Petres. |

|                                                                                      |
| Sección de un iconostasio de la iglesia bizantina de Agios Atanasios, del siglo XVI. |